# Rowde
Rowde è un villaggio e una parrocchia civile della contea del Wiltshire che si trova a circa 2 miglia a nord-ovest di Devizes, nel Sud Ovest dell'Inghilterra, Regno Unito.

## Geografia

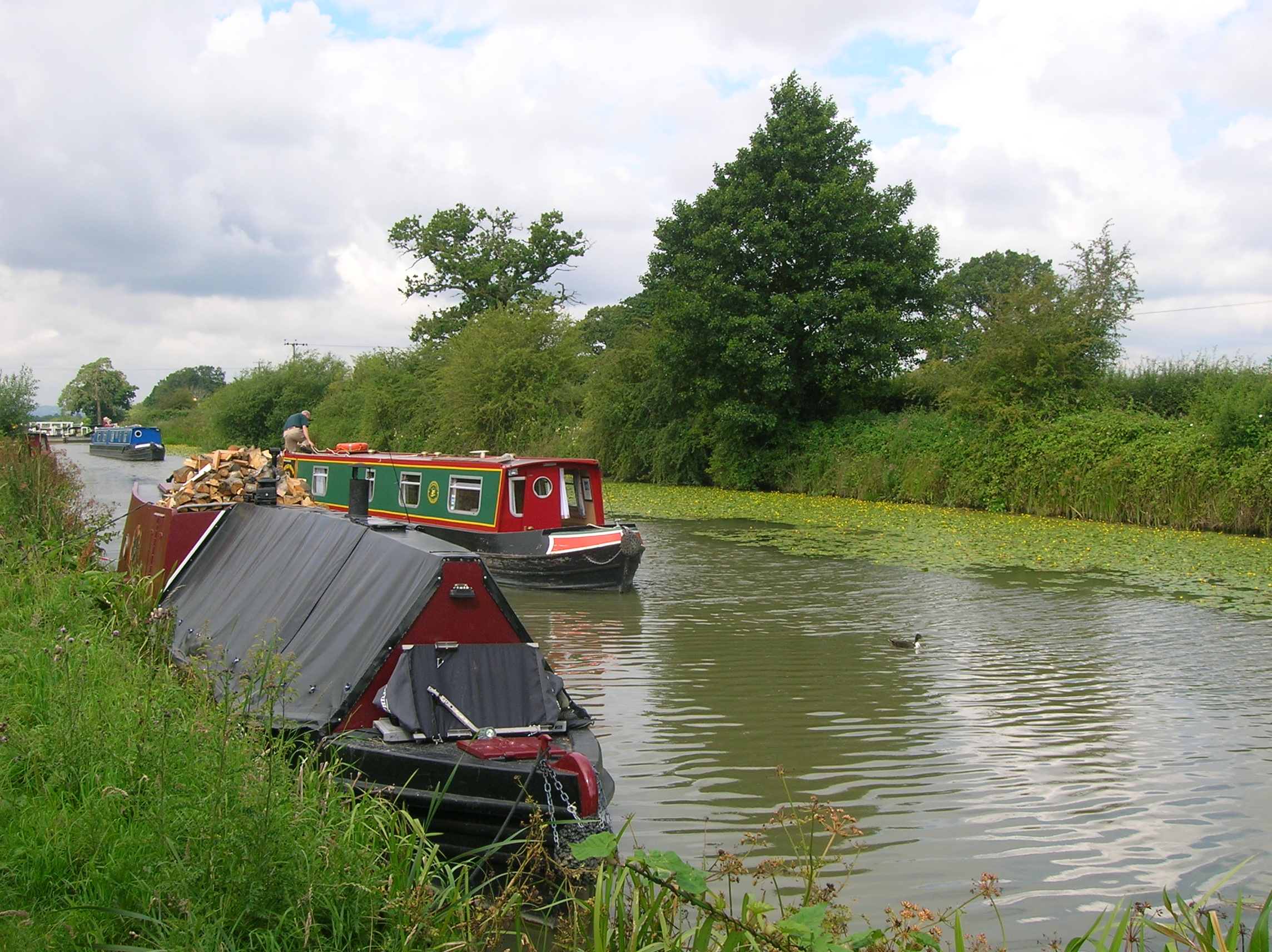
Canale Kennet e Avon

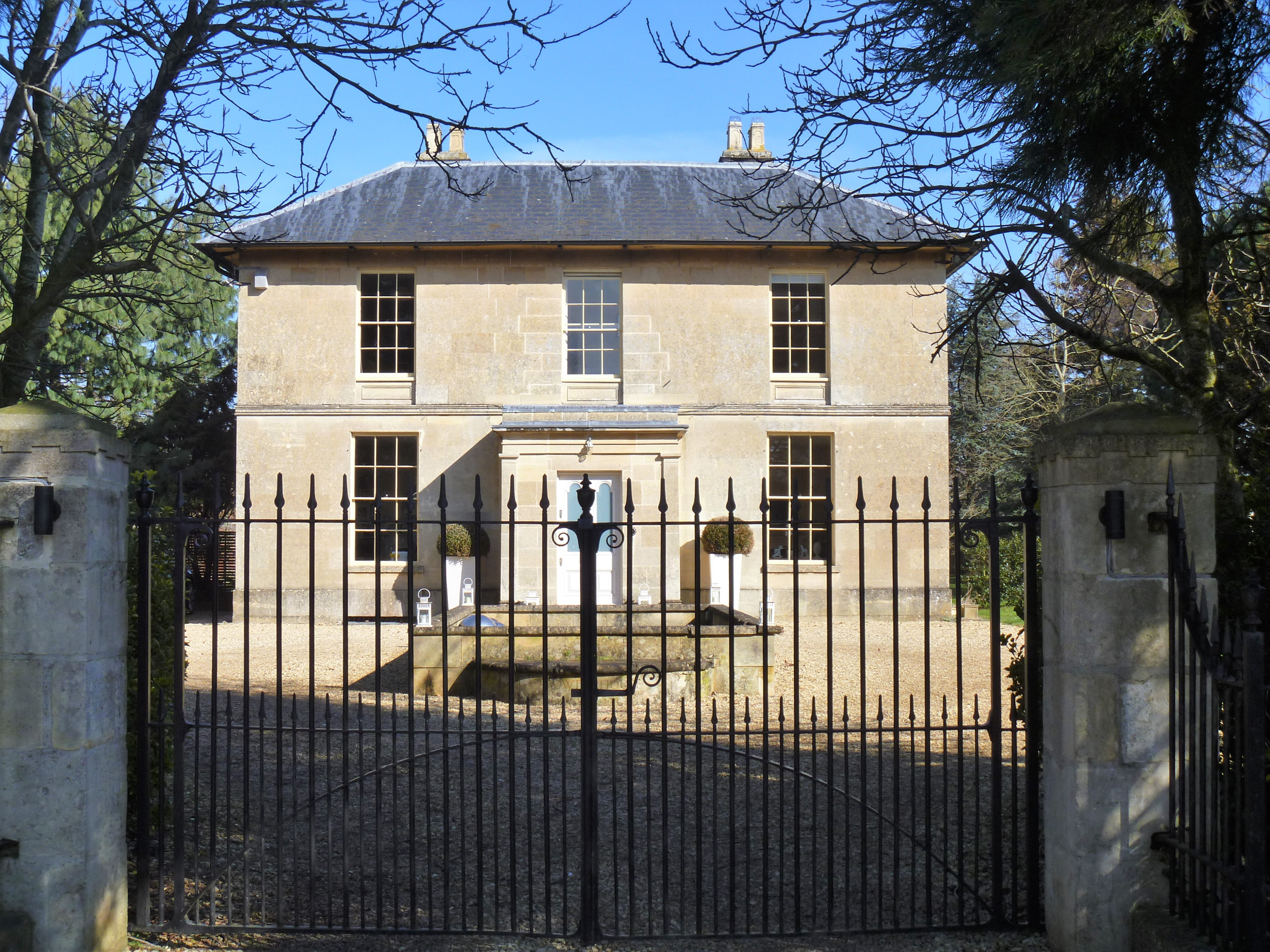
Rowde House

Il territorio della parrocchia civile di Rowde si trova a sud di Bromham sulla striscia di Gault e Greensand sotto la scarpata occidentale di Roundway Down. L'altezza del terreno varia tra 200 e 300 piedi sopra il livello del mare. Risulta più alta a est, vicino ai piedi di Roundway Down. Il ruscello Rowde Ford nasce vicino al Down e scorre verso ovest attraverso la parrocchia, formando parte del confine di Bromham e Rowde. Il canale Kennet e Avon attraversa Rowde leggermente a nord della ferrovia, passando attraverso una serie di chiuse. Il villaggio di Rowde si trova al centro della parrocchia vicino a Rowde Ford ed è il punto di incontro delle strade a sud per Poulshot, a sud-est per Devizes e a nord per Bromham. Il terreno è costituito principalmente da sabbia rossa e argilla. Circa tre quarti del terreno sono a pascolo e il resto è arabile, boschivo e giardini.

## Storia
L'origine del nome sembra essere legato al tewrmine hreod, usato sia per la canna stessa che per un luogo dove crescono le canne e Rowde potrebbe derivare da questa parola. Questo si adatterebbe alla sua posizione bassa. A Rowde vi furono attività legate all'industria tessile già a partire dal XVI secolo e nel 1622 fu una delle parrocchie che presentò una petizione alle Quarter Sessions per ricevere assistenza contro la crisi prevalente in quell'industria. Le difficoltà causate dall'aumento della popolazione e dal declino dell'industria laniera del Wiltshire nella seconda metà del XVIII secolo sono dimostrate a Rowde da un forte aumento di bambini abbandonati e dalle sepolture di beneficenza. Durante la prima metà del XVII secolo, nel registro sono presenti numerose voci relative alla famiglia 'Flweleen'. Un'altra prova del movimento della popolazione in questo periodo è una voce riguardante Sarah Weeks che proveniva dall'Irlanda. La guerra civile fece registrare nel 1643 un aumento del numero di morti. Nel 1776 ci furono 14 morti per vaiolo e nel 1806 altri 7. Nel cimitero di Kinson c'è un epitaffio dedicato a Robert Trotman, un contrabbandiere di Rowde assassinato sulla riva vicino a Poole il 24 aprile 1765. L'epitaffio chiarisce che morì in una rissa con i doganieri.

## Monumenti e luoghi d'interesse
Nel territorio di Rowde sono presenti diversi edifici e luoghi d'interesse, tra questi:
- Chiesa di San Matteo. Si tratta di una chiesa parrocchiale anglicana risalente all'XI secolo. Un prete a Rowde è stato registrato nel Domesday Book nel 1086 con un elenco completo dei preti disponibile dal 1216 nel consiglio del vicario. La magnifica torre del 1400 sopravvive ancora e si trova nella parte occidentale della struttura. Un evento importante è stato il crollo della navata nel 1830. Il fonte battesimale è stato donato dall'architetto nato a Rowde Sir Matthew Digby Wyatt, un noto ingegnere e architetto, che ha poi progettato la stazione di Paddington. La chiesa fa parte della parrocchia di Bromham e Sandy Lane. Attorno al luogo di culto c'è un grande cimitero per la comunità. La chiesa appartiene alla diocesi di Salisbury e dal 19 marzo 1962 è considerata un monumento classificato di seconda categoria.[6][7][8]
- Rowde House. Casa di campagna che dal 3 aprile 1987 è considerata un monumento classificato di seconda categoria.[9]